# Регби-футбол
Регби-футбол (англ. rugby football) — семейство контактных командных видов спорта, зародившихся по большей части в XIX веке. Совокупность двух наиболее популярных разновидностей игры — регби-15 и регбилиг (регби-13) — в англоязычных странах обозначается понятием регби-футбол (англ. rugby football). Манера игры едина для обоих видов, а различия в правилах касаются таких характеристик, как количество полевых игроков, игровое время и проч. Международное управление регби-15 и регбилиг осуществляется Международным советом регби и Международной федерацией регбилиг соответственно. Существует множество других разновидностей игры, руководство которыми (за исключением пляжного регби и снежного регби) также находится в ведении указанных организаций.
Международный совет регби обеспечивает международное взаимодействие спортсменов и организаций в большом регби, американ-флэг, мини-регби, регби-7, снежное регби, тэг-регби, тач-регби и регби-10. Федерация регбилиг ответственна за проведения соревнований по титульному виду, мастерс-регбилиг (версии игры для пожилых людей), минилиг, модлиг, регби-9, регби-7, тэг-регби, тач-регби и колясочному регби. Турниры по регби-7 проводятся обеими федерациями, однако статус олимпийского вида спорта имеет версия Международного совета регби.

## Хронология развития регби-футбола
| Дата          | Событие |
| ------------- | --- |
| 1400-е—1800-е | По всей Британии играют в народный футбол. Единых правил и организаций нет. |
| 1823          | Легендарный поступок Уильяма Уэбба Эллиса, пробежавшего с футбольным мячом в руках, стал, по некоторым версиям, точкой отсчёта истории регби. |
| 1830-е        | Пример Эллиса оказался заразительным. Игра в футбол с мячом в руках получает широкое распространение в школе города Рэгби. |
| 1845          | В школе города Рэгби публикуется первый свод правил игры. |
| 1850-е—1860-е | В футбол по правилам школы города Рэгби начинают играть по всей Великобритании. |
| 1857          | В декабре состоялся первый в истории регбийный матч: в Шотландии сыграли команды Эдинбургского университета и Эдинбургского академического клуба. |
| 1863          | В Великобритании создаётся Футбольная ассоциация — разделение регби и футбола получает официальное оформление. |
| 1864          | Появляются первые регбийные клубы. |
| 1865          | В Крикетном клубе Монтевидео появляется регбийная команда — первая за пределами Британских островов. Регбийная команда Британской армии провела матч со сборной Монреаля, познакомив канадцев с игрой. Впоследствии местные жители трансформировали регбийные правила в новую игру — канадский футбол. |
| 1871          | Представители 21 клуба основали английский Регбийный союз. Проведён первый международный матч в истории регби: шотландцы обыграли англичан (4:1). |
| 1876          | В издании The Meteor опубликована заметка Мэттью Блоксема, посвящённая гипотезе о создании регби Уильямом Уэббом Эллисом. В 1895 году Регбийный союз провёл собственное расследование по данному вопросу. Несмотря на то, что чиновники не обнаружили доказательств в пользу этой версии, было решено увековечить легенду. |
| 1877          | Изменение правил игры: число полевых игроков от каждой команды сокращено с 20 до 15. |
| 1880          | В США Уолтер Кэмп изменил правила игры: ввёл снэп, снизил количество игроков до одиннадцати, узаконил пас вперёд, создал нейтральную зону и установил ширину поля. Это изменение положило начало эволюции игры в американский футбол. |
| 1881          | Защитники клуба «Блэкхит» первыми стали передавать мяч друг другу. |
| 1883          | Проведён первый в истории регби международный турнир: Кубок домашних наций разыграли сборные Англии, Ирландии, Уэльса и Шотландии. |
| 1886          | Регбийные союзы Ирландии, Уэльса и Шотландии основали Международный совет регби. Английские регбисты присоединились к совету в 1890 году. Регбийный союз вводит запрет на оплату труда спортсменов, пытаясь приостановить процесс профессионализации регби и растущее влияние клубов с севера Англии. |
| 1888          | Сборная аборигенов Новой Зеландии провела матчи на родине, в Австралии и в Великобритании. |
| 1890          | В очередном розыгрыше Кубка домашних наций введена новая система начисления очков, используемая в регби-15 и поныне. |
| 1892          | Регбийные клубы из Брадфорда и Лидса подверглись санкциям за выплату денежных компенсаций игрокам. При этом Регбийный союз допускает материальное стимулирование игроков в некоторых других командах. |
| 1893          | Клубы из Йоркшира выступают с предложением о выплате игрокам компенсаций за пропущенные рабочие дни. Регбийный союз отклоняет предложение и применяет карательные меры в отношении ряда северных команд. |
| 1895          | Раскол в английском регби. Двадцать две команды Северной Англии, недовольные политикой Регбийного союза, создают Северный регбийный союз. Появление нового вида спорта — регбилиг. В следующие 15 лет к Северному союзу присоединились более 200 членов Регбийного союза. |
| 1897          | Северный регбийный союз, желая сделать игру более динамичной и зрелищной, отменяет ввод мяча в игру через коридор и сокращает количество присуждаемых за гол очков до двух. Попытки оцениваются в три очка. Проведён первый розыгрыш Кубка вызова по регбилиг. |
| 1898          | Северный союз утверждает профессиональные принципы в отношениях клуба и игрока. При этом не допускается полная занятость спортсменов — игроки обязаны иметь основное место работы вне регби. |
| 1900          | Регби дебютирует в программе Олимпийских игр. Последний розыгрыш олимпийского регбийного турнира проведён в 1924 году. |
| 1901          | Новое экспериментальное правило по вводу мяча ногой в регбилиг отменено. В дальнейшем после выхода мяча за пределы поля стала назначаться схватка. |
| 1904          | Проведён первый международный матч по регбилиг: английская сборная уступает сборной других стран со счётом 3:9. |
| 1905          | Сборная Уэльса по регби-15 обыгрывает оригинальный состав новозеландских «Олл Блэкс». Матч был признан «игрой века». |
| 1906          | Сборная Англии по регби-15 впервые сыграла со сборной Южной Африки. По требованию южноафриканцев из состава британской команды был исключён темнокожий игрок Джеймс Питерс. Джеймс Питерс становится первым темнокожим игроком, сыгравшим за сборную Англии. Северный союз принял решение о сокращении числа полевых игроков с пятнадцати до тринадцати. Реформаторы считали, что подобный шаг должен обеспечить спортсменам дополнительное пространство для большей свободы в игре. |
| 1907          | Сборная Новой Зеландии посещает Великобританию с серией игр. Альберт Генри Баскервиль, сотрудник почты из Новой Зеландии, организует для поездки команду «Олл Голдс» («Полностью золотые»), игроки которой получают часть прибыли от каждого матча. Сборная выиграла первую в истории регби серию тестовых матчей (2:1), однако на пути в Новую Зеландию Баскервиль погибает от пневмонии. Регбилиг обретает популярность в Австралии и Новой Зеландии. В Сиднее создаётся Регбийная лига Нового Южного Уэльса. Победителем первого розыгрыша чемпионата становится команда южного Сиднея. Со временем регбилиг получает в Новом Южном Уэльсе и Квинсленде большее распространение, чем регби-15. |
| 1908          | Британию посещает сборная Австралии по регбилиг. Английская команда по регбилиг «Ханслет» становится победителем всех четырёх турниров, в которых принимает участие: регбисты выигрывают чемпионат, кубок вызова, кубок Йоркшира и лигу Йоркшира. Впервые состоялась серия из трёх игр между сборными австралийских штатов Новый Южный Уэльс и Квинслэнд. В Одессе состоялся возможно первый матч по регби между командой английского парохода и местными жителями. |
| 1910          | Сборная Франции по регби-15 становится пятым участником Кубка домашних наций, который получает название Кубок пяти наций. Британская сборная по регбилиг посещает Новую Зеландию и Австралию и выигрывает тестовые матчи в Сиднее, Брисбене и Окленде. |
| 1912          | Сборная Южной Африки проводит матчи по регби-15 на Британских островов и во Франции. За победу над всеми сильнейшими сборными Европы гости получили Большой шлем. |
| 1914          | Британская сборная обыгрывает австралийцев в гостевом тестовом матче (14:6) по регби-15. Европейцы завершили игру с десятью полевыми игроками, а матч стал известен под названием Rorke’s Drift. |
| 1922          | Северный союз переименован в Регбийную лигу — именно под таким названием (англ. rugby football league) игра была известна в Австралии и Новой Зеландии. |
| 1923          | В Москве на стадионе «Буревестник» состоялся первый официальный матч регбистов, в котором участвовали команды Общества физического воспитания трудящихся и Московского речного яхт-клуба. |
| 1925          | «Олл Блэкс» играют в Британии, Франции и Канаде. Команда ни разу не проигрывает и получает прозвище «Непобедимые» (англ. The Invincibles). |
| 1929          | Финал Кубка вызова по регбилиг впервые проводится на стадионе «Уэмбли». В присутствии 41 500 зрителей победителем матча становится «Уиган». |
| 1930          | Первый розыгрыш Европейского кубка по регби-15 (в турнире принимают участие команды, не входящие в пятёрку сильнейших). В годы Второй мировой войны турнир не проводился. Впервые победитель тестовой серии в регбилиг был определён по итогам четвёртого матча: третья игра между Британией и Австралией завершилась со счётом 0:0. |
| 1932          | Матч по регбилиг впервые сыгран при искусственном освещении. |
| 1933          | В канун новогоднего праздника сборные Англии и Австралии по регбилиг провели матч в Париже. Данная встреча стала первой игрой на территории Франции в этом виде спорта. Сборная Франции по регби-15 была исключена их состава участников Кубка пяти наций из-за подозрений во внедрении профессионализма. Таким образом, Франция становится привлекательной целью для популяризаторов регбилиг. |
| 1934          | Жан Галья, бывший игрок сборной Франции по регби-15 и чемпион по боксу, становится основоположником регбилиг в стране. К 1939 году во Франции насчитывается уже 225 клубов. Состоялся первый чемпионат Москвы по регби. |
| 1936          | Состоялся первый чемпионат СССР по регби. |
| 1941          | Вишистское правительство налагает запрет на игру в регбилиг во Франции. Причиной тому послужили традиционно тесная связь французских регбистов с англосаксонским миром и желание политиков искоренить все профессиональные виды спорта. Финансы и имущество организаций конфискуются или передаются в ведение федераций регби-15. Регби-15 возвращает утраченные позиции и удерживает их до настоящего времени. |
| 1943          | Сборные Северного командования Британской армии по регбилиг и регби-15 проводят матч по правилам регби-15. Победу одерживают игроки в регбилиг (18:11). Через год аналогичный матч проводят сборные смешанных войск, и победа вновь достаётся регбилиг (15:10). Две игры стали уникальными в своём роде: до 1996 года матчи между сборными по регби-15 и регбилиг больше не проводились. |
| 1944          | С падением режима Виши запрет на регбилиг во Франции снимается. |
| 1945          | Австралиец Брайан Биван начинает карьеру в регбилиг в составе «Уоррингтона». В течение следующих 16 сезонов спортсмен заносит 740 попыток в 620 матчах. Всего же Биван стал автором 796 попыток, опережая ближайшего преследователя на 200 результативных действий. |
| 1946          | Лучшему игроку финального матча Кубка вызова по регбилиг вручается трофей Лэнса Тодда. Первым обладателем приза становится игрок «Уэйкфилда» Билли Стотт. Трофей назван именем новозеландского игрока и тренера, погибшего в автокатастрофе в 1942 году. Сборная Великобритании по регбилиг совершила своё самое знаменитое турне. Игроки отправились в Австралию на корабле Королевского военно-морского флота Великобритании Indomitable. Во время длительного плавания они поддерживали себя в форме работая у котлов. В ходе пятидневной поездки на поезде по всей Австралии, британцы одержали две победы и один матч свели вничью. |
| 1949          | Французский суд запретил использовать слово «регби» в названии вида спорта регбилиг. Новое название игры — «Игра Тринадцать» (фр. Jeu à Treize). В рамках борьбы с «космополитизмом» и «преклонением перед Западом» регби в СССР объявлено игрой, не соответствующей нравственным устоям советских людей и фактически запрещено. |
| 1951          | Состоялся первый чемпионат Южной Америки по регбилиг. Сборная ЮАР по регбилиг провела турне по Британским островам и Франции, завоевав по его итогам Большой Шлем. Сборная Франции по регбилиг провели свою десятую серию игр с Австралией, впервые одержав победу. В 1955 году французы повторили свой успех. Игрок в регбилиг Сес Томпсон становится первым в истории британского спорта чернокожим игроком сборной. |
| 1954          | Решающий матч Кубка Вызова 1953—1954 годов в Брадфорде собрала 102 569 зрителей, установив рекорд посещаемости матчей по регби продержавшийся до 2000 года. Состоялся первый розыгрыш Кубка мира по регбилиг. Первый обладателем кубка стала сборная Великобритании, обыгравшая в финале на «Парк де Пренс» (Париж) Францию со счётом 16:12. |
| 1956          | Сборная ЮАР по регби-юнион во время своего турне по Новой Зеландии потерпела своё первое поражение от новозеландцев. Студенты Воронежского лесотехнического института создают регбийную команду, первую в стране после семилетнего перерыва. |
| 1957          | Австралия победила во 2-м розыгрыше Кубка мира по регбилиг, заняв первое место по итогам кругового турнира. После Всемирного фестиваля молодёжи и студентов в СССР начинается возрождение регби. Созданы команды в Московском высшем техническом училище им Н. Э. Баумана и Московском авиационном институте. |
| 1958          | Игрок в регбилиг Сес Томпсон становится первым в британском спорте чёрным менеджером. Сборная Великобритании по регбилиг во втором тестовом матче нанесла поражение Австралии 25:18, играя всего с восемью игроками на поле. Алан Прескотт 77 минут играл со сломанной рукой. |
| 1960          | Великобритания победила в 3-м розыгрыше Кубка мира по регбилиг, заняв первое место по итогам кругового турнира. |
| 1964          | В регбилиг разрешены замены, но только для игроков, травмированных до конца первого тайма. |
| 1966          | Международный совет регбилиг вводит правило, согласно которому команде, владеющей мячом даётся право на три розыгрыша мяча, на четвёртом захвате мяча назначается схватка. В Южном полушарии правило введено в следующем году. В 1972 году решено что схватка будет назначаться после шести захватов мяча. В 1983 году схватка заменена на передачу. После многолетнего перерыва возобновился чемпионат СССР по регби. Начиная с 1968 года он проводится ежегодно. |
| 1967          | Пытаясь не допустить дальнейшего снижения посещаемости, профессиональные команды по регбилиг утвердили воскресенье основным днем для своих матчей. Создана Федерация регби СССР. |
| 1968          | В регби-юнион разрешены замены, но только травмированных игроков. В финале 4-го Кубка мира по регбилиг Австралия обыграла Францию со счётом 20:2. |
| 1969          | Турне сборной ЮАР по регби-юнион по Великобритании и Ирландии сопровождалось протестами противников апартеида. В следующий раз поездка южноафриканской команды по Европе состоялась только после окончания политики апартеида. Университеты и колледжи Великобритании признали регбилиг видом спорта наравне с регби-юнион. |
| 1970          | В финале 5-го Кубка мира по регбилиг Австралия нанесла поражение Великобритании со счётом 12:7. |
| 1971          | Сборная Новой Зеландии по регбилиг выиграла серию матчей в Великобритании, впервые с момента первого тура в 1907—1908 годах. Сборная Англии по регби-юнион провела турне по Австралии и Новой Зеландии, став единственной командой, которая когда-либо выигрывала тестовую серию в Новой Зеландии. Турне сборной ЮАР по регби-юнион по Австралии сопровождалось протестами противников апартеида. |
| 1972          | В регбилиг введены хронометристы и сирены. В финале 6-го Кубка мира по регбилиг Великобритания и Австралия сыграли вничью со счётом 10:10, в итоге кубок вручили британцам которые заняли первое место в круговом турнире. |
| 1973          | 27 января в финале Кубка Вызова в Кардиффе команда Barbarian F.C. победила со счётом 23:11 сборную Новой Зеландии. Матч известен как одна из лучших игр в истории регби. Группа энтузиастов, обеспокоенных сокращением числа любительских лиг и клубов и недовольных тем, что руководство английской Регби-лиги в основном занимается профессионалами, создают Британскую любительскую ассоциацию регбилиг (англ. British Amateur Rugby League Association, BARLA). |
| 1974          | Сборная Англии по регби совершила тур по Южной Африке, вошедший в историю как 99 call из-за беспрецедентного уровня насилия на поле. |
| 1975          | Седьмой розыгрыш Кубка мира по регбилиг прошёл по новой формуле. Участники турнира играли друг с другом по круговой системе, проводя по два матча, дома и в гостях, из-за чего соревнование растянулось на восемь месяцев. Сборная Великобритании была разделена на две команды, Уэльса и Англии. Победителем стала команда Австралии, на одно очко опередив Англию в итоговой таблице. Федерация регби СССР стала членом Международной федерации любительского регби. |
| 1976          | Сборная Новой Зеландии по регби провела ряд товарищеских матчей в Южной Африке, тем самым нарушив запрет Международного олимпийского комитета на спортивные контакты с ЮАР. Несмотря на это МОК не стал отстранять новозеландских олимпийцев от участия в Играх. В ответ на это двадцать восемь стран Африки решили бойкотировать Летние Олимпийские игры 1976 года. |
| 1977          | В финале 8-го Кубка мира по регбилиг Австралия обыграла Великобританию со счётом 13:12. |
| 1978          | Сборная Новой Зеландии по регби впервые в своей истории выиграла «Большой шлем», обыграв во время своего тура по Великобритании и Ирландии национальные команды Англии, Ирландии, Шотландии и Уэльса. |
| 1980          | Правила проведения легендарной трёхматчевой серии игр между сборными австралийских штатов Новый Южный Уэльс и Квинслэнд, интерес к которой в 1970-е годы упал из-за доминирования первой команды, реформирована. Теперь она будет проводиться по правилу State of Origin. Отныне за команды будут выступать игроки родившиеся в данном штате, независимо от того в каком штате они теперь проживают. |
| 1981          | В австралийских соревнованиях по регбилиг введены пенальти, впервые в истории этого вида спорта. Международный совет регби запретил сборной ЮАР участвовать в международных соревнованиях до тех пор пока в этой стране не будет прекращена политика апартеида. |
| 1982          | Состоялся первый розыгрыш Тихоокеанского кубка трёх наций (англ. Pacific Tri-Nations) с участием сборных Тонги, Фиджи и Самоа. |
| 1983          | Изменены правила регбилиг: количество присуждаемых за попытку очков увеличено до четырёх, резко сокращено количество схваток, нарушения, не заслуживающие удаления, теперь будут караться назначением пенальти. Также были разрешены международные переходы игроков. |
| 1984          | Сборная Австралии по регби впервые в своей истории выиграла «Большой шлем», обыграв во время своего тура по Великобритании и Ирландии национальные команды Англии, Ирландии, Шотландии и Уэльса. |
| 1985          | Возобновлён после восьмилетнего перерыва Кубок мира по регбилиг. В отличие от предыдущих турниров этот затянулся на три года. |
| 1987          | В финале первого Кубка мира по регби-15 Новая Зеландии нанесла поражение Франции со счётом 29:9. Регбийный союз Англии официально отказался от запрета любительским игрокам в регби-13 участвовать в соревнованиях по регби-15, однако отдельные случаи дискриминации по прежнему происходят. Регбийный союз Англии образовал 108 лиг, объединивших примерно 1000 клубов. Высший дивизион в честь спонсора был назван Courage League. |
| 1988          | Английский клуб по регбилиг «Воины из Уигана» (англ. Wigan Warriors) начинает беспрецедентную победную серию. За десять последующих лет команда по восемь раз побеждала в чемпионате Англии по регбилиг среди профессионалов и Кубке Вызова, шесть раз выигрывала первенство британской Премьер-лиги, а также трижды побеждала в матче чемпионов Англии и Австралии, не считая побед в других турнирах. В финале 9-го Кубка мира по регбилиг Австралия обыграла Новую Зеландию со счётом 25:12. |
| 1989          | Впервые прошёл официальный клубный чемпионат мира по регбилиг. В августе образован «Союз Регби-13 СССР». |
| 1990          | 13 июля в Москве создана «Профессиональная Лига Регби-13 СССР». В том же году проведён первый чемпионат лиги, в котором победила команда «Московские Маги», и в первый раз разыгран Кубок Лиги, обладателем которого стала команда «Тирасполь». В регбилиг введено правило Blood-bin, позволяющее временно заменить игрока для оказания ему медицинской помощи. Во Франции регбилиг официально переименован в регби-13. Федерация регби СССР стала ассоциированным членом Международного совета по регби. |
| 1991          | В финале 2-го Кубка мира по регби в Лондоне Австралия обыграла Англию со счётом 15:12. Сборная России по регбилиг провела свой первый матч, уступив сборной Франции со счётом 6:26. |
| 1992          | Сборная ЮАР по регби вернулась на международную арену, которую была вынуждена покинуть из-за политики апартеида проводимой властями страны. В финале 10-го Кубка мира по регбилиг на «Уэмбли» в присутствии 73 631 зрителя Австралия нанесла поражение Великобритании со счётом 10:6. Создан Союз регбистов России. |
| 1994          | По инициативе депутата Дэвида Хинчклиффа принят закон о запрете дискриминации любительских игроков, окончательно положивший конец политике Регбийного союза Англии, запрещавшего игрокам в регбилиг играть в командах по регби-15. Вооружённые силы Великобритании признали регбилиг как вид спорта на тех же основаниях, что и другие виды спорта. |
| 1995          | Международный совет регби принял решение о придании регби «свободного» статуса, отменив все ограничения на оплату труда спортсменов, тем самым легализовав профессиональный регби-15. В финале 3-го Кубка мира по регби Южная Африка нанесла поражение Новой Зеландии со счётом 15:12. К столетию со дня создания Северного регбийного союза изменён формат проведения Кубка мира по регбилиг, в частности расширен список его участников. В финале 11-го Кубка мира Австралия обыграла Англию со счётом 16:8 в финале на Уэмбли. Учреждён Кубок Хейнекен, один из двух крупнейших турниров по регби-юнион среди европейских клубных, региональных и провинциальных команд стран-участниц Кубка пяти наций. По инициативе News Corporation учреждена Суперлига, профессиональный турнир клубов по регбилиг Англии и Франции. Сборная России по регбилиг приняла участие в Кубке мира по регбилиг среди развивающихся наций. |
| 1996          | В Суперлиге по регбилиг введена система «видеорефери». Три сильнейшие регбийные команды Южного полушария, Австралия, Новая Зеландия и Южная Африка, в первый раз разыграли ежегодный Кубок трёх наций Впервые после длительного перерыва состоялись матчи команд по регби-15 и регби-13 с друг другом. В Уигане, хозяева, самый успешный клуб в истории британского регбилиг, разгромили гостей со счётом 82:6, играя по правилам регбилиг. В ответной встрече, в Бате, один из старейших и самых успешных клубов английского регби «Бат Рагби», играя по правилам регби-юнион, взял реванш, одолев «Воинов из Уигана» со счётом 44:19. |
| 1997          | В Австралии завершилась война Суперлиг. Конфликтующие стороны смогли прийти к компромиссу, объединив Австралийскую суперлигу и Австралийскую лигу регби и создав Национальную лигу регби. Чемпионат Англии по регби после смены спонсора получает новое название — Allied Dunbar Premiership. |
| 1998          | Регби-7 включено в программу Игр Содружества и Азиатских игр. Регбилиг включено в программу неолимпийских видов спорта Первых Всемирных юношеских игр в Москве. Победителями стали австралийцы. После двухлетнего перерыва возобновлено проведение чемпионата России по регбилиг. |
| 1999          | Стартовала Мировая серия по регби-7 (англ. IRB Sevens World Series), ежегодная серия международных турниров по регби-7 под эгидой Международного совета регби. В финале 4-го Кубка мира по регби Австралия обыграла команду Франции со счётом 35:12. |
| 2000          | Международный совет регби вводит «пенальти» и телевизионного инспектора (видеорефери) в международных матчах, после того, как новшества опробованы в рамках регбийного чемпионата Южного полушария для клубов. Чемпионат Англии по регби после смены спонсора получает новое название — Zurich Premiership. После присоединения Италии Кубок пяти наций переименован в Кубок шести наций. В Австралии на матче местной сборной против Новой Зеландии установлен мировой рекорд посещаемости, игру на стадионе посмотрели 109 874 человека. Сборная России по регбилиг впервые в своей истории приняла участие в международном турнире самого высокого уровня, в Кубке мира. |
| 2001          | Сборная Англии по регби провела очередную серию матчей в Австралии, впервые в истории серии проиграв местной сборной. |
| 2003          | По инициативе Регбийного союза Англии, организаций «Регби Канады» и «Регби США» в сотрудничестве с Международным советом регби состоялся первый розыгрыш ежегодного международного турнира Кубок Черчилля. В финале 5-го Кубка мира по регби Англия нанесла поражение Австралии со счётом 20:17. Создана Европейская федерация регбилиг (англ. Rugby League European Federation, RLEF). Впервые российские команды получают приглашение для участия в Кубке вызова. С тех пор команды из России играют в этом турнире каждый год. В феврале Федерация регбилиг России принята в полноправные члены Международной федерации регбилиг. Игра Регби-13 включена в Единую Государственную спортивную классификацию. |
| 2005          | Чемпионат Англии по регби после смены спонсора получает новое название — Guinness Premiership. |
| 2006          | Французской команде «Каталонские драконы» предоставлена лицензия для участия в чемпионате английской Суперлиги по регбилиг. Сборная России по регбилиг смогла пройти первый раунд отборочного турнира Кубка мира 2008 года. |
| 2007          | В финале 6-го Кубка мира по регби ЮАР обыграла Англию со счётом 15:6. |
| 2008          | После восьмилетнего перерыва вновь состоялся розыгрыш Кубка мира по регбилиг. В финале Новая Зеландия победила Австралию со счетом 34:20. |
| 2009          | В сентябре сборная России по регбилиг была вынуждена из-за финансовых проблем отказаться от участия в розыгрыше Кубка Европы. Сборная России приняла участие в чемпионате мира среди женских команд. |
| 2010          | Чемпионат Англии по регби после смены спонсора получает новое название — Aviva Premiership. Удачно выступив в розыгрыше Кубка европейских наций 2009—2010 годов, сборная России по регби-15 впервые в своей истории получила право принять участие в финальном турнире Кубка мира 2011 года. Министерство спорта, туризма и молодёжной политики РФ своим приказом № 21 от 28 января исключило вид спорта «регбилиг» из Всероссийского реестра видов спорта. Российские любительские клубы и региональные федерации по регбилиг объединились в Ассоциацию регбилиг клубов (АРЛК), в том же году принятую в Европейскую федерацию регбилиг. |
| 2011          | В финале Кубка мира по регби Новая Зеландия нанесла поражение команде Франции со счётом 8:7. На Кубке мира свою первую в истории игру провела сборная России. В Кубке мира по регбилиг 2013 года будет участвовать 14 команд: Австралии, Англии, Новой Зеландии, Самоа, Уэльса, Фиджи, Франции, Папуа-Новой Гвинеи, Ирландии, Шотландии, Тонга, острова Кука, Италии и США. Ассоциация регбилиг клубов России стала членом Союза национальных неолимпийских видов спорта России. |
| 2012          | Кубок трёх наций, турнир трёх сильнейших регбийных команд Южного полушария, после присоединения Аргентины переименован в Чемпионат регби. |
| 2013          | 22 февраля Совет Директоров Европейской федерации регбилиг принял Ассоциацию регбилиг клубов России в полноправные члены. В России впервые проводится чемпионат мира по регби-7. |
| 2014          | |
| 2015          | В финале Кубка мира по регби Новая Зеландия нанесла поражение команде Австралии со счётом 34:17 и защитила титул чемпионов мира. |
| 2016          | В Бразилии на Олимпиаде впервые разыгран комплект наград в регби-7: среди мужчин победу отпраздновала сборная Фиджи, среди женщин — Австралия. |